# ويليام غيلمور
ويليام غيلمور (بالإنجليزية: William Gilmour)‏ هو فنان وموسيقي بريطاني، ولد في 22 ديسمبر 1952.

## وصلات خارجية
- ويليام غيلمور على موقع ميوزك برينز (الإنجليزية)
- ويليام غيلمور على موقع أول ميوزيك (الإنجليزية)
- ويليام غيلمور على موقع ديسكوغز (الإنجليزية)